# Grau (Familienname)
Grau ist ein deutscher und spanischer Familienname.

## Namensträger

### A
- Abraham de Grau (1632–1683), niederländischer Philosoph und Mathematiker
- Agustí Grau i Huguet (1893–1964), katalanischer Komponist und Musikkritiker
- Albert Grau (1837–1900), deutscher Architekt
- Alberto Grau (* 1937), venezolanischer Komponist, Dirigent und Musikpädagoge
- Albin Grau (1884–1971), deutscher Filmproduzent, Grafiker und Autor
- Alexander Grau (Filmmanager) (1878–1938), deutscher Offizier und Filmmanager
- Alexander Grau (Journalist) (* 1968), deutscher Autor, Philosoph und Journalist
- Alexander Grau (Rennfahrer) (* 1973), deutscher Automobilrennfahrer
- Andreas Grau (* 1965), deutscher Pianist, siehe GrauSchumacher Piano Duo
- Anita Placenti-Grau (* 1978/1979), deutsche Soziologin und Archivarin
- Anselmo Grau (1930–2001), uruguayischer Musiker und Radiomoderator
- Armin Grau (* 1959), deutscher Mediziner und Politiker (Bündnis 90/Die Grünen), MdB
- August Grau (1863–1923), österreichischer Physiker und Elektrotechniker

### B
- Bernd Grau (* 1960), deutscher Kickboxer
- Bernhard Grau (1856–1924), deutscher Eisenhüttenmann
- Bernhard Grau (Historiker) (* 1963), deutscher Historiker
- Berthold Grau (1910/1911–1966), deutscher Eisenbahningenieur

### C
- Carlos Grau Cussac (* 1986), spanischer Handballspieler
- Conrad Grau (1932–2000), deutscher Osteuropahistoriker und Wissenschaftshistoriker

### D
- Daniel Drechsel-Grau (* 1976), deutscher Regisseur
- Dieter Grau (Raketentechniker) (1913–2014), deutsch-amerikanischer Raketentechniker
- Dieter Grau (Schriftsteller) (1927–2018), deutscher Schriftsteller
- Dirk Grau (* 1963), deutscher Filmeditor
- Doris Grau (1924–1995), US-amerikanische Schauspielerin und Synchronsprecherin

### E
- Eduard Grau (* 1981), spanischer Kameramann
- Emilio Grau Sala (Emili Grau i Sala; 1911–1975), spanischer Maler
- Engelbert Grau (1915–1998), römisch-katholischer Priester und Franziskaner
- Enrique Grau (1920–2004), kolumbianischer Maler und Bildhauer
- Erich Grau (* 1955), deutscher Footballspieler, Nationalmannschaftskapitän

### F
- Francesc Grau (1638–1693), katalanischer Bildhauer des Barock
- Franz Grau (1910–1992), deutscher Bildender Künstler
- Franz Grau (1880–1953), deutscher Schriftsteller und Maler, siehe Paul Gurk
- Fritz Grau (Jurist) (1890–1975), deutscher Jurist und Ministerialbeamter
- Fritz Grau (Bobfahrer) (1894–1945), deutscher Bobfahrer

### G
- Gerd Grau (Fußballspieler) (* 1960), deutscher Fußballspieler
- Gerd-Günther Grau (1921–2016), deutscher Chemiker, Philosoph und Hochschullehrer
- Gerhard Grau (* 1947), deutscher Fußballspieler
- Günter Grau (* 1940), deutscher Sexualwissenschaftler

### H
- Hans Rudolf Grau (* 1937), deutscher Botaniker
- Heidi Grau (* um 1966), Schweizer Diplomatin
- Heinrich Grau (1880–1939), Schweizer Fotograf und Postkartenverleger deutscher Herkunft
- Herbert Grau (1916–1973), österreichischer Erwachsenenbildner
- Hugo Grau (1899–1984), deutscher Veterinäranatom und Hochschullehrer

### J
- Jaume Torres i Grau (1879–1945), katalanischer Architekt des katalanischen Modernismus
- Joan Vila i Grau (1932–2022), katalanischer plastischer Künstler und Glasmaler
- Joaquín Giner Grau (1926/1927–2010), spanischer Unternehmer
- Johann Justus Grau (1680–1752), deutscher Arzt
- Johann Reinhold Grau (1701–1768), deutscher reformierter Theologe
- Johannes Grau (1483–1559), deutscher Theologe
- Jordi Grau (* 1981), spanischer Radrennfahrer
- Jorge Grau (1930–2018), spanischer Filmregisseur, Maler und Drehbuchautor
- José Ignacio Alemany Grau (* 1934), spanischer Ordensgeistlicher, Altbischof von Chachapoyas
- José Sanchis Grau (1932–2011), spanischer Comicautor
- Jürg Grau (1943–2007), Schweizer Stadtplaner und Jazzmusiker
- Jürke Grau (1937–2022), deutscher Botaniker

### K
- Karl Friedrich Grau (1922–1984), deutscher Autor
- Klaus Schräder-Grau (* 1971), deutscher Journalist und Hörfunkmoderator

### M
- Manuel Pallarès i Grau (1876–1974), spanischer Maler
- Mario Grau (Künstler) (* 1990), deutscher Maler und Autor
- Martin Grau (* 1992), deutscher Hindernisläufer
- Michael Grau (* 1955), deutscher Diplomat
- Miguel Grau Seminario (1834–1879), peruanischer Admiral und Nationalheld

### N
- Nadine Grau (* 1977), deutsche Richterin

### O
- Oliver Grau (* 1965), deutscher Kunsthistoriker und Medientheoretiker
- Olli Grau (* 1974), deutscher Kanute
- Òscar Grau (* 1964), spanischer Handballspieler und Sportmanager
- Óscar Grau (* 1979), spanischer Radrennfahrer
- Óscar Grau Ibáñez (* 2004), spanischer Handballspieler
- Otto Grau (1913–1981), deutscher Maler und Grafiker

### P
- Pascale Grau (* 1960), Schweizer Künstlerin, Kuratorin und Dozentin
- Paul Grau (* 1950), Schweizer Unternehmer
- Pedro Grau y Arola CMF (1903–2002), Apostolischer Vikar von Quibdó
- Peter Grau (1928–2016), deutscher Maler und Grafiker
- Peter Mario Grau (* 1955), deutscher Schauspieler

### R
- Ramón Grau San Martín (1882–1969), kubanischer Arzt und Politiker, Staatspräsident 1933/1934 und 1944 bis 1948
- Roberto Grau (1900–1944), argentinischer Schachspieler
- Rudolf Grau (1835–1893), deutscher lutherischer Theologe
- Rudolf Grau (Bildhauer) (1882–1964), deutscher Bildhauer

### S
- Seya Grau (* 2003), Schweizer Handballspieler
- Shirley Ann Grau (1929–2020), US-amerikanische Schriftstellerin
- Sven Grau (* 1976), deutscher Jazzmusiker

### T
- Theodor Grau (1886–1957), deutscher Franziskaner, Dirigent und Komponist
- Tobias Grau (* 1957), deutscher Designer

### U
- Uwe Grau (* 1934), deutscher Psychologe

### V
- Vicky Grau (* 1975), andorranische Skirennläuferin

### W
- Werner Grau (Politiker) (* 1939), deutscher Politiker, Bürgermeister von Heilbronn
- Werner Grau (Fußballspieler) (* 1945), deutscher Fußballspieler
- Werner Grau (Maler) (* 1963), deutscher Maler
- Wilhelm Grau (Ministerialdirektor) (1901–1975), deutscher Ministerialbeamter
- Wilhelm Grau (1910–2000), deutscher Historiker
- Wolfgang Grau (Maler) (1908–1970), deutscher Maler
- Wolfgang Grau (Komponist) (* 1942), deutscher Musikwissenschaftler und Komponist
- Wolfgang Grau (Leichtathlet) (* 1948), deutscher Zehnkämpfer